# Historisches Pumpwerk (Onstmettingen)

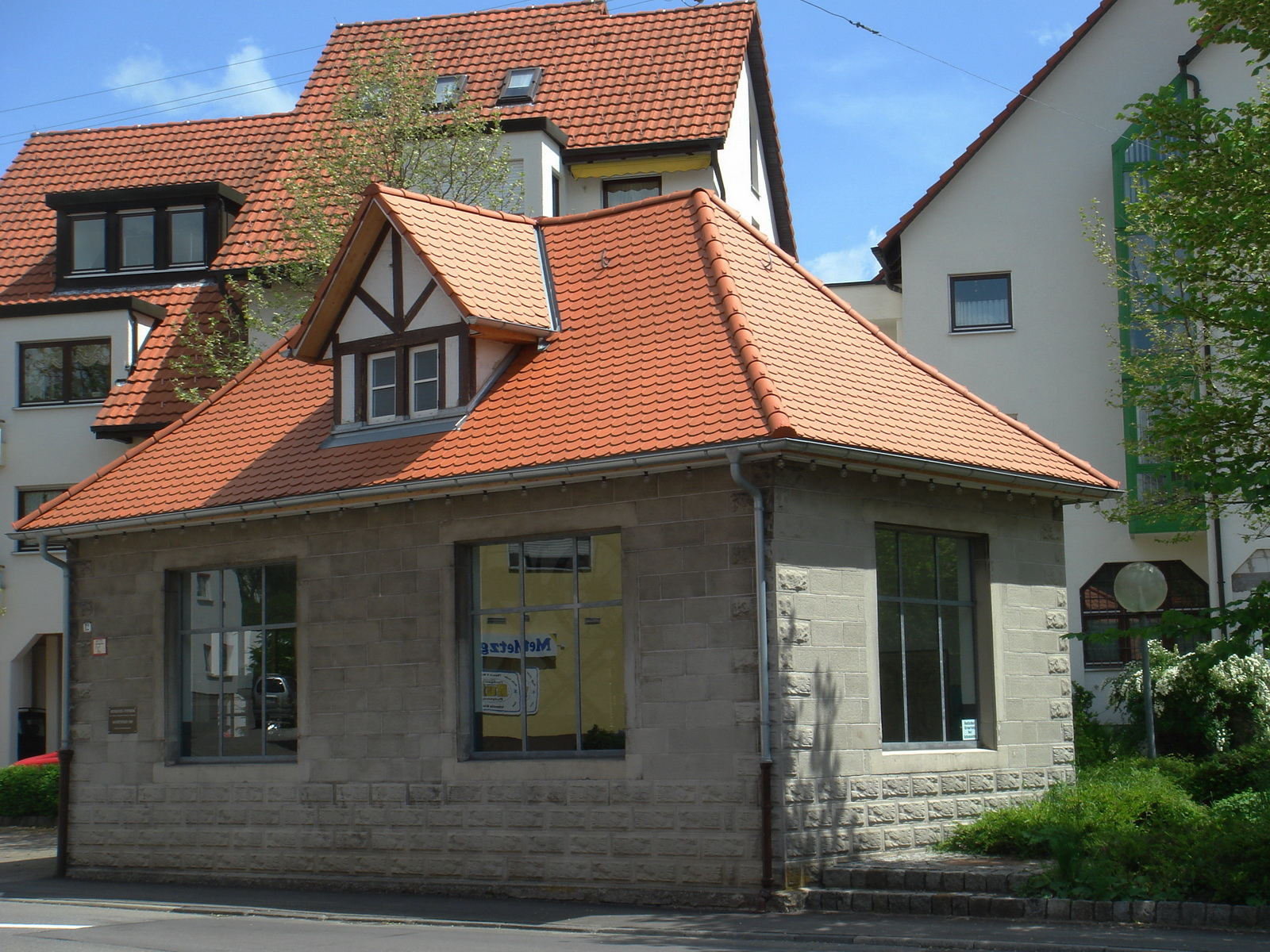
Historisches Pumpwerk

Das Historische Pumpwerk, auch „Pumphäusle“ genannt, ist ein Industriedenkmal im Albstadter Stadtteil Onstmettingen. Es steht in der Nähe des Rathauses und ist Zeugnis der Entwicklung einer modernen Infrastruktur der ehemals selbstständigen Gemeinde.

## Geschichte

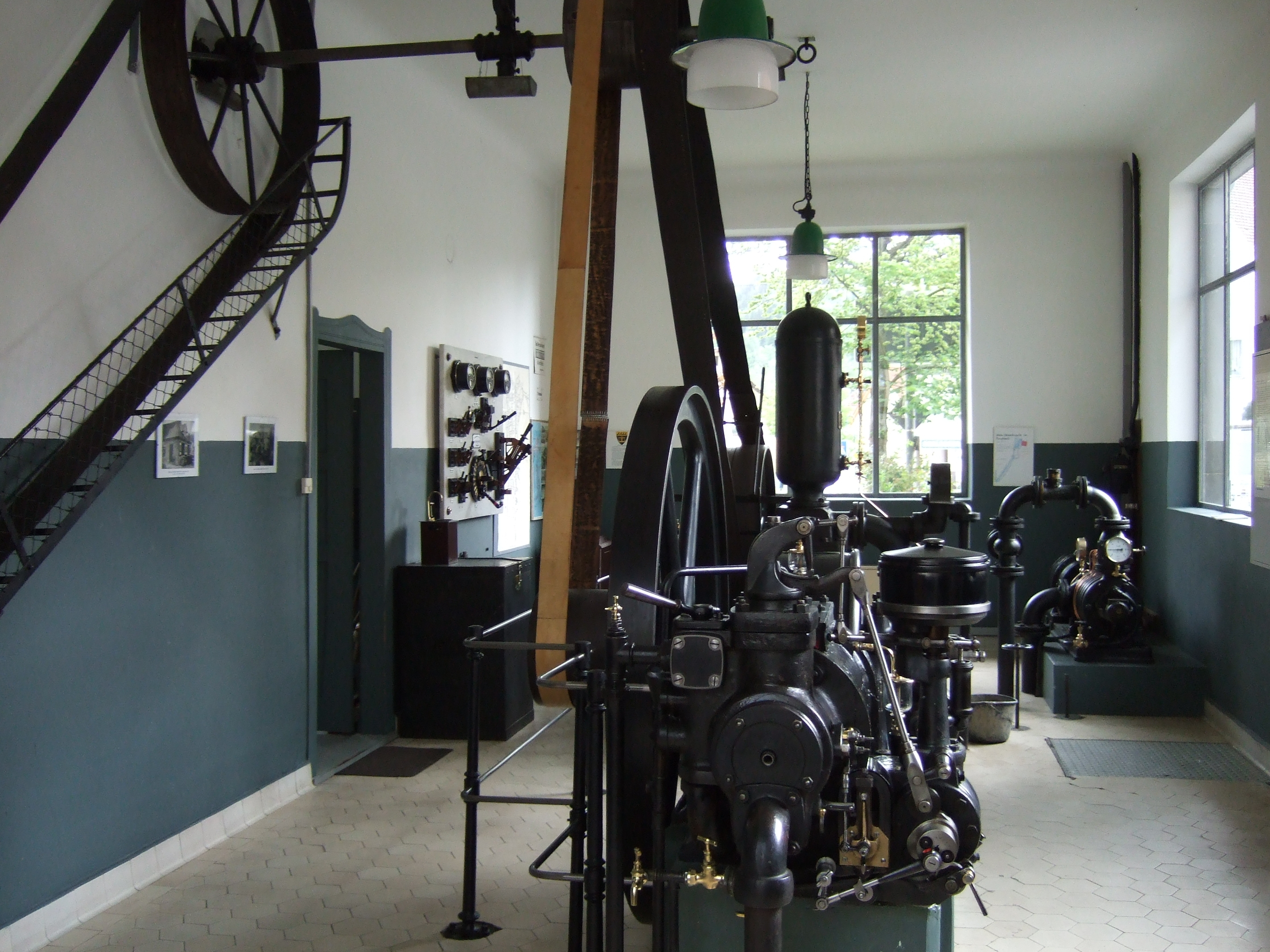
Innenansicht des Pumphäusle

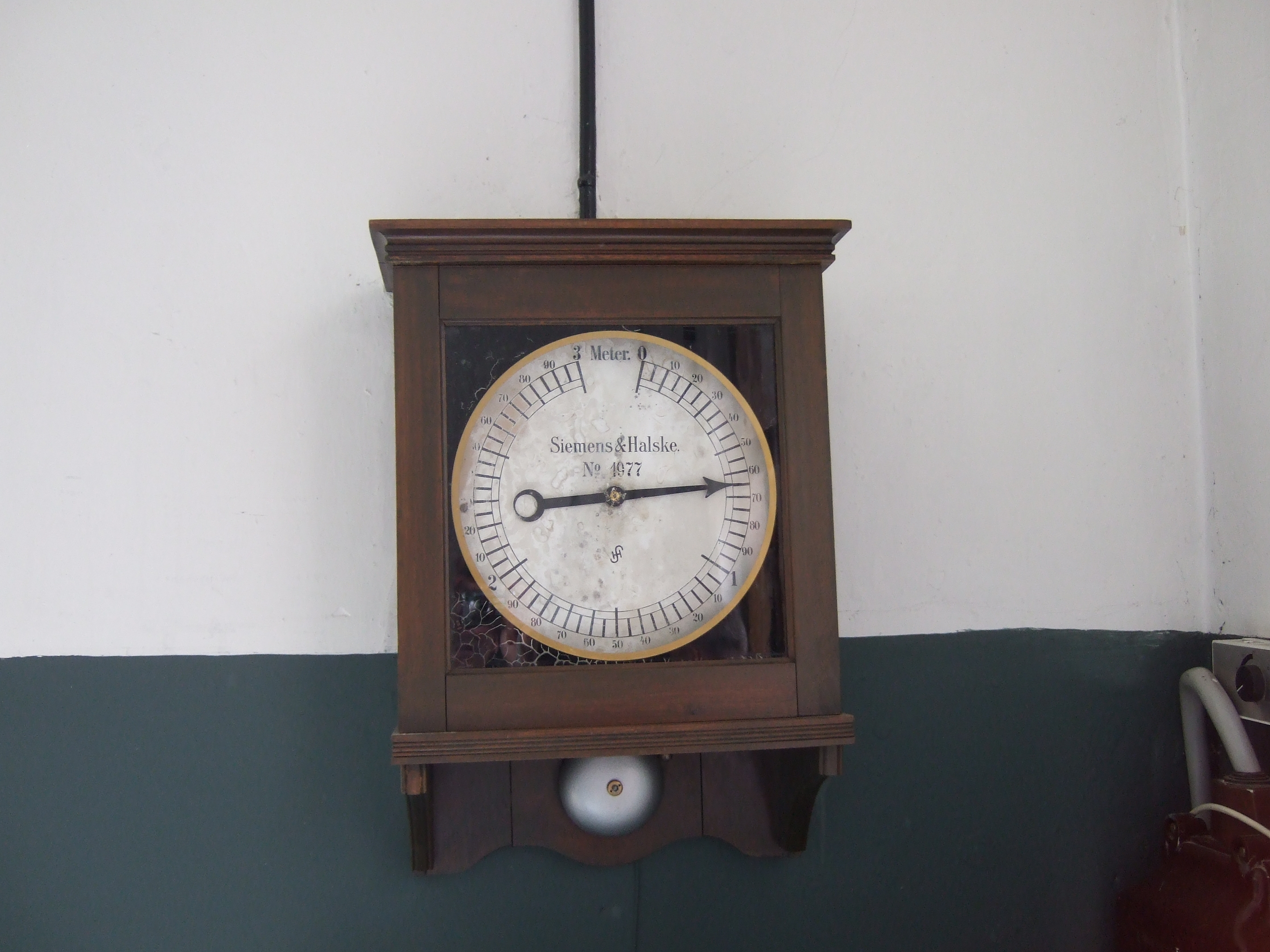
Wasserstandsanzeiger für das Hochbecken

Onstmettingen liegt zentral im Quellgebiet der Schmiecha. Ein Quellbach der Schmiecha ist der Kemmebach, der früher in einen Weiher mündete. Dieser Weiher enthielt weitere Quellen, so dass dieser 15 ls−1 Wasserausschüttung im Jahresmittel hatte. Das abfließende Wasser floss in einem geschlängelten Lauf bis zum Ried und mündete dort in die westliche Schmiecha. Nach längeren und starken Niederschlägen oder bei der Schneeschmelze wurden das Ried und der Bereich der östlichen Schmiecha regelmäßig überschwemmt und waren daher Sumpfgebiet. Während der Besiedelung wurde der östliche Teil der Schmiecha verlegt, um die Gebiete um das ehemalige Bachbett trockenzulegen. Etwa 1770 wurde der Quelltopf, also der Weiher, mit Steinen eingefasst. Der ehemalige Zufluss Kemmebach war bereits vorher umgeleitet worden und mündete nicht mehr in den Weiher. Da die Gefahr von Überschwemmungen weiter bestand, wurde 1905 der Abfluss weiter begradigt, tiefer gelegt und verbreitert. Der Quelltopf wurde bereits seit Jahrhunderten zur Wasserversorgung benutzt.

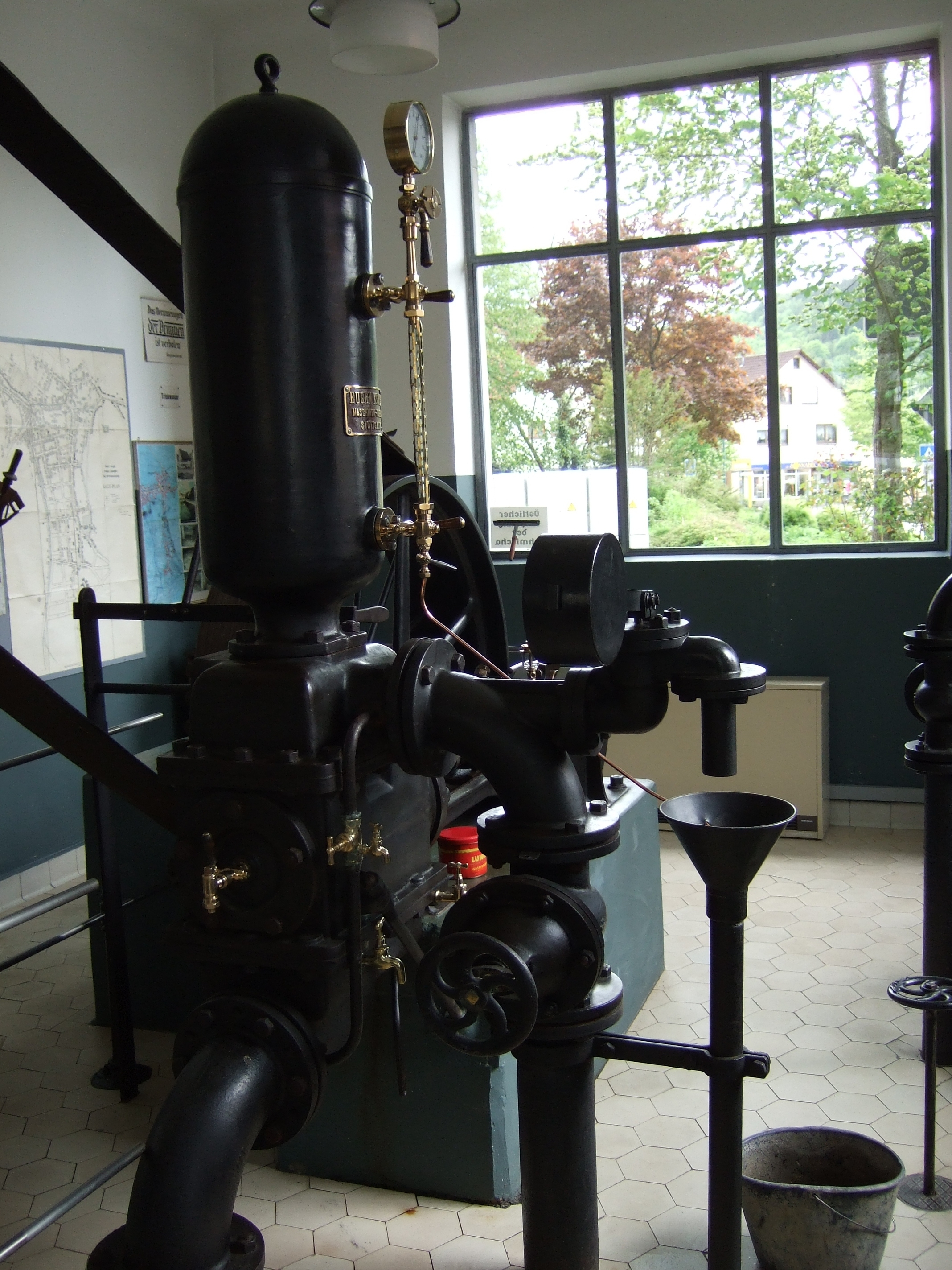
Wasserpumpe

Im Rahmen der Industrialisierung wurde in Onstmettingen ein eigenes Gaswerk gebaut, damit kam auch der Bedarf nach einem eigenen Wasserleitungsnetz auf. 1909 wurde das Gebiet des Quelltopfs von der Gemeinde gekauft und ein Becken von 9 × 9 Meter und einer Tiefe von 2,5 Meter ausgehoben, mit Beton eingefasst und mit einem Schieber versehen. Über den Quelltopf wurde eine Decke eingezogen, welche in der Mitte durch zwei Stützen verstärkt wurde. Auf diese Decke wurde das Pumphäusle mit angeschlossener Werkstatt errichtet. Als Wasserpumpe diente eine Kolbenpumpe mit Gasmotor, welche die ans Leitungsnetz angeschlossenen Häuser und den Hochbehälter auf dem Bergle, mit 10 ls−1 mit Wasser versorgte. An der Südseite des Gebäudes war eine Schwengelpumpe angebracht. Der Hochbehälter befand sich hinter der Gaststätte Löwe. Dieser fasste ein Volumen von 500 m3. Nachdem der Ort Onstmettingen im Jahr 1923 mit elektrischen Strom versorgt wurde, wurde die Pumpe mit Gasmotor durch eine elektrische Pumpe ersetzt. 1930 wurde eine zweite Pumpe installiert, um für Reparaturmaßnahmen eine Redundanz zu haben.
In den frühen 1950er Jahren wurde in Onstmettingen ein Abwassernetz gebaut und durch Drainage der Grundwasserspiegel abgesenkt, was zu regelmäßigen Wasserknappheiten führte. Ebenfalls wurde durch die um das Pumphäusle herum gebauten Misten und Güllegruben die Wasserqualität schlecht und die Anzahl an Colibakterien nahm zu. Durch die Ansiedelung von Flüchtlingen wuchs die Einwohnerzahl auf das Doppelte. Auch die Textilindustrie benötigte immer mehr Wasser. Damit die Gemeinde Onstmettingen weiterhin mit ausreichend Wasser versorgt werden konnte, schloss sich die Gemeinde an den Zweckverband Wasserversorgung Zollernalb an. Damit endete die eigenständige Wasserversorgung im Jahr 1953.
Das Pumphäusle blieb als Industriedenkmal erhalten und kann zu seltenen Gelegenheiten besichtigt werden.